# Veľký Lapáš
Veľký Lapáš – wieś i gmina (obec) w powiecie Nitra, w kraju nitrzańskim na Słowacji. Znajduje się na Nizinie Naddunajskiej w kierunku na wschód od miasta Nitra. Zabudowania wsi znajdują się nad obydwoma brzegami strumienia Kadaň.